# Marcin Wyród-Przyborowski

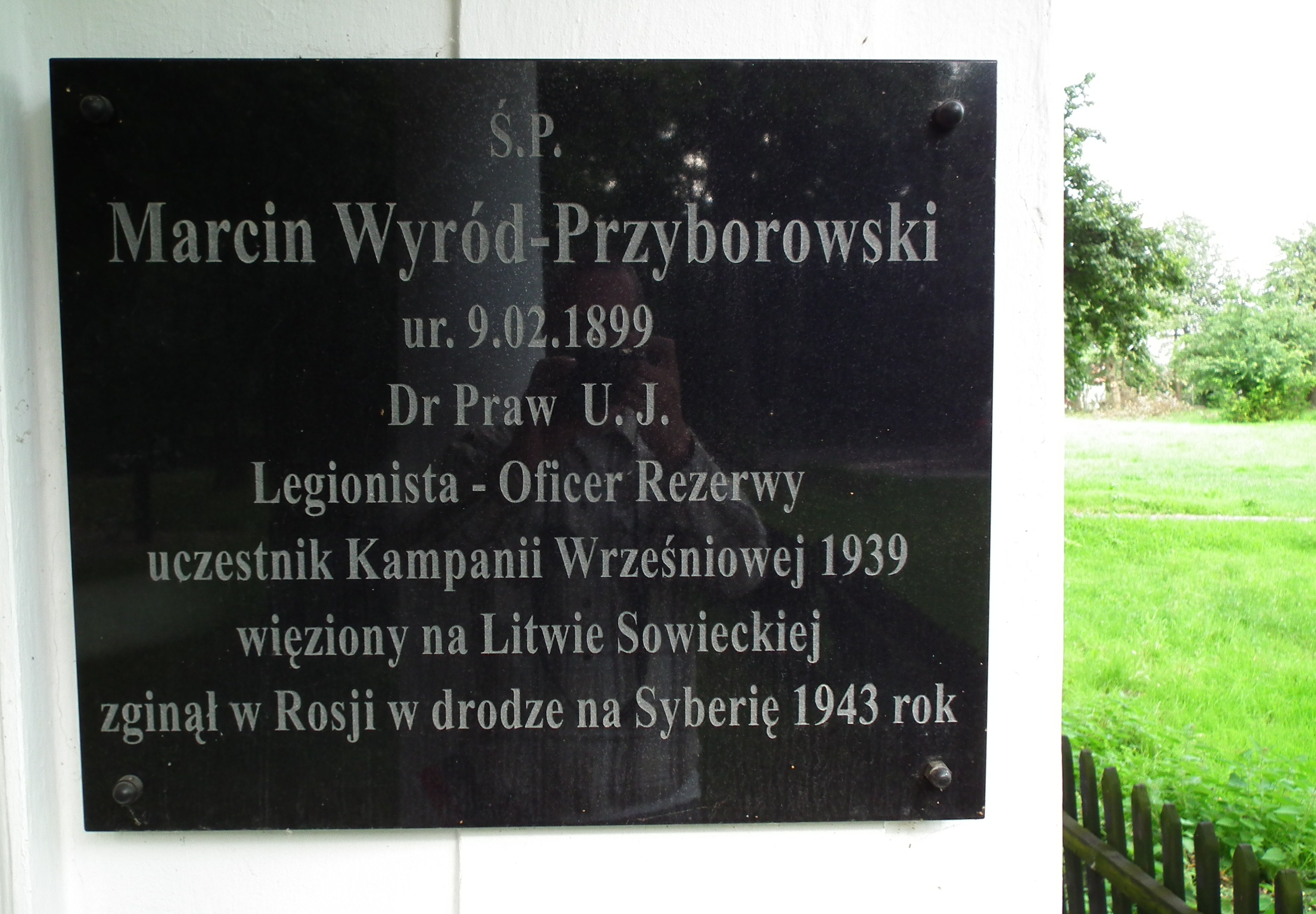
Tablica pamiątkowa

Marcin Wyród-Przyborowski (ur. 9 lutego 1899 w Jeleśni) – porucznik piechoty Wojska Polskiego, działacz niepodległościowy, starosta brzeziński, doktor praw.

## Życiorys
Urodził się 9 lutego 1899 w Jeleśni, w rodzinie Jana. Służył w Legionach Polskich.
W czasie wojny z bolszewikami walczył w szeregach 1 pułku strzelców podhalańskich. Wyróżnił się w walkach odwrotowych pod Brześciem, w trakcie których został ranny. Od 10 maja 1921 walczył w III powstaniu śląskim jako dowódca II batalionu strzelców śląskich. Wyróżnił się w wypadzie na Katowice. Za ten czyn został 15 października 1924 przedstawiony do odznaczenia Orderem Virtuti Militari, lecz wniosek nie został pozytywnie rozpatrzony.
3 maja 1922 został zweryfikowany w stopniu porucznika ze starszeństwem od 1 czerwca 1919 i 1879. lokatą w korpusie oficerów piechoty.
Do 1 kwietnia 1923 pełnił obowiązki na stanowisku oficera instrukcyjnego Powiatowej Komendy Uzupełnień Bielsko, a później został odkomenderowany do Dowództwa Okręgu Korpusu Nr V – Rezwa P. R. na Górnym Śląsku. Następnie w Ekspozyturze Oddziału II SG nr 4 w Katowicach. Z dniem 31 października 1928 został przeniesiony w stan nieczynny na okres 12 miesięcy. 5 grudnia tego roku został mianowany w urzędzie wojewódzkim w Nowogródku naczelnikiem wydziału w VI stopniu służbowym. W tym samym roku uzyskał tytuł doktora praw na Uniwersytecie Jagiellońskim. Z dniem 31 października 1929 został przeniesiony do rezerwy z równoczesnym przeniesieniem w rezerwie do 20 pułku piechoty.
Z Nowogródka został przeniesiony do Zarządu Centralnego Ministerstwa Spraw Wewnętrznych na stanowisko radcy ministerialnego. 2 kwietnia 1931 został mianowany starostą powiatowym brzezińskim. 16 grudnia 1933 został mianowany aplikantem w okręgu sądu apelacyjnego w Warszawie. W latach 1935–1939 inspektor w Biurze Inspekcji Ministerstwa Spraw Wewnętrznych.
W 1927 ożenił się z Marią (1902–1983), córką Józefa Terlicz-Witkowskiego i Anny z Targonich, siostrą Józefa Witkowskiego, malarką postimpresjonistyczną, posługującą się pseudonimem artystycznym „T. Marwid”. Mieli córkę Marię, zamężną z Wojciechem Marią Kęszyckim, ps. „Monokl” (1922–2015), żołnierzem Armii Krajowej.
Zarówno na stronie internetowej, poświęconej Marii Przyborowskiej jak i archiwum rodziny Kęszyckich znajduje się informacja o śmierci Marcina Wyród-Przyborowskiego na terytorium ZSRR w czasie II wojny światowej, natomiast w Oddziałowym Archiwum Instytutu Pamięci Narodowej w Krakowie przechowywane są materiały operacyjne: sprawa ewidencyjno-obserwacyjna dotycząca Marcina Wyród-Przyborowskiego s. Jana ur. 9 lutego 1899 : kontrola operacyjna podejrzanego o pełnienie funkcji kierownika Samodzielnego Referatu Informacji Dowództwa Okręgu Korpusu Nr V (sygn. IPN Kr 010/6966).
Na ścianie kapilcy rodziny Kęszyckich przy kościele Świętego Michała Archanioła w Błociszewie umieszczono tablicę pamiątkową Marcina Wyród-Przyborowskiego.

## Ordery i odznaczenia
- Krzyż Niepodległości – 6 czerwca 1931 „za pracę w dziele odzyskania niepodległości”[20]
- Krzyż Walecznych trzykrotnie[21]
- Srebrny Krzyż Zasługi[21]
- Medal Zwycięstwa[21]